# Iveco Massif

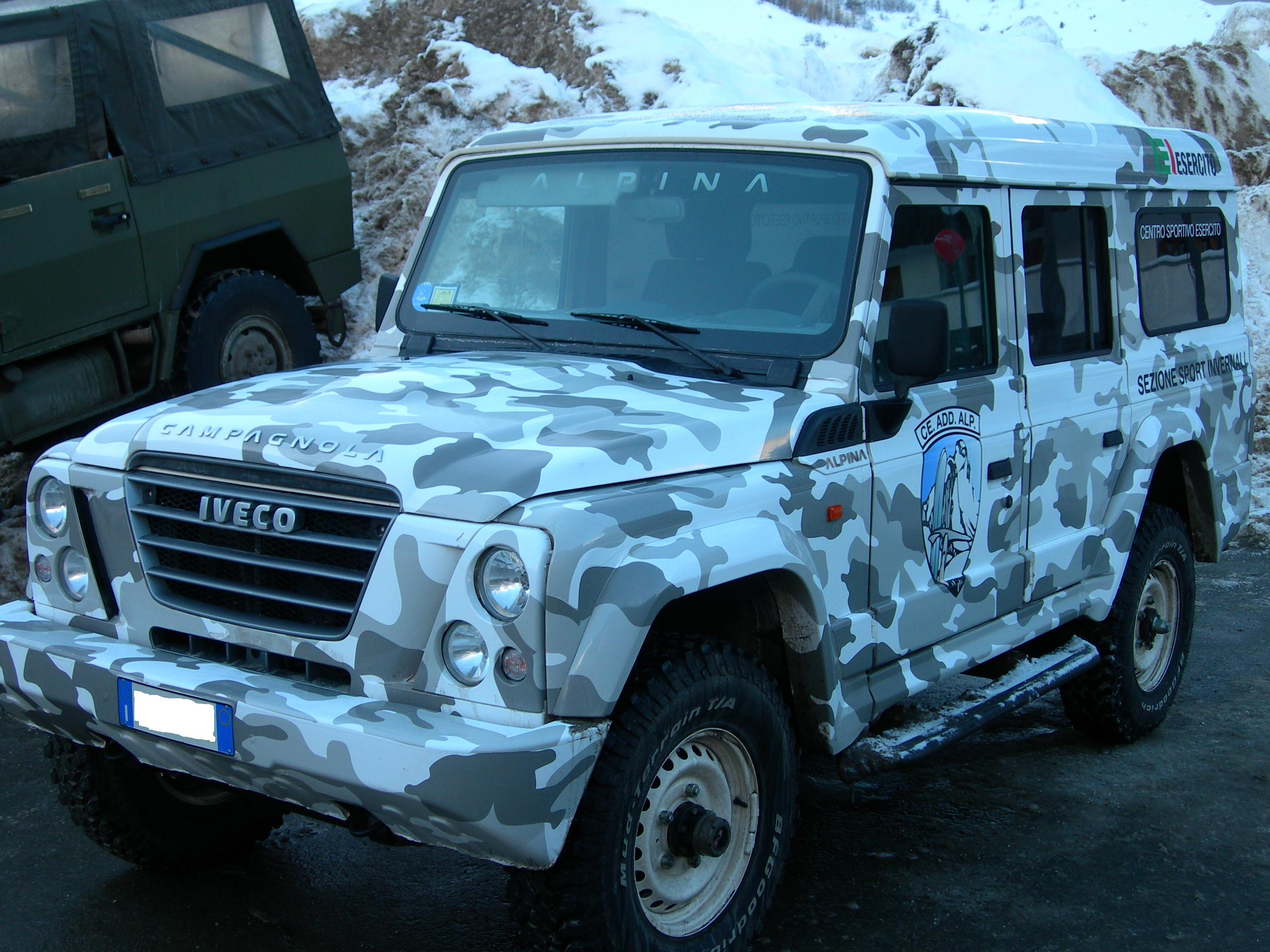
Iveco Campagnola Alpina

Iveco Massif este un vehicul utilitar 4×4 destinat în principal serviciilor de utilități și piețelor militare și a făcut parte din gama 4×4 off-road a Iveco care include și camionul Trakker și microbuzul Daily 4×4. Massif a fost produs de Santana Motors în perioada 2007-2011 și versiunea sa reîncărcată și restabilită a modelului Santana PS-10. În 2010, datorită vânzărilor slabe și capacității Fiat Group de a servi piața europeană 4×4 cu vehicule Jeep importate, Iveco a decis să oprească acordul cu Santana. În 2011, proprietarul Santana, guvernul din Andaluzia, a decis să închidă compania și fabricile de mașini, iar 1.341 de persoane au fost concediate sau retrase prematur. De la 6.692 de autoturisme fabricate în 2007, compania a fabricat 1.197 în 2009 și nu mai mult de 769 în 2010.
A fost disponibil și în România.

## Legături externe
- http://www.massif.iveco.com/?lang=en Arhivat în 13 septembrie 2008, la Wayback Machine.
- http://www.fwi.co.uk/Articles/2008/04/04/109983/video-and-pictures-santana-off-roader-becomes-the-iveco-massif.html Arhivat în 13 octombrie 2008, la Wayback Machine.
- http://www.channel4.com/4car/news/news-story.jsp?news_id=17266
- http://www.commercialmotor.com/latest-news/first-drive-iveco-massif